# Daly-Becken
Das Daly-Becken (engl.: Daly Basin) ist ein 20.900 km² großes Sedimentbecken im Northern Territory in Australien. Das Gebiet ist nach dem Daly River benannt.
Die etwa 1 km mächtigen Gesteinsschichten entstanden vom Kambrium bis Ordovizium vor 470 bis 520 Millionen Jahren. Das Sedimentbecken überlagert teilweise das Pine Creek Orogon und Birrindudu-Becken im Norden und das Victoria-Becken im Westen. Im Daly-Becken befindet sich Kalkstein, Sandstein, Dolomit und Schluffstein.
Metalle und Baryt befinden sich im Südwesten und Kalkstein im Südosten des Sedimentbeckens. Untersucht worden ist das Gebiet nach Gold, Phosphat, Kohle, Diamanten, Mangan, Kupfer, Blei, Zink, Zinn, Nickel und Uran und weiteren Metallen. Derzeit findet eine Lagerstättenerkundung nach Diamanten, Nickel und weiteren Metallen statt. 